# All Aboard the Blue Train
All Aboard the Blue Train ist das 14. Studioalbum des US-amerikanischen Country-Sängers Johnny Cash. Es erschien am 15. November 1962 unter der Produktion von Sam Phillips und Jack Clement bei Sun Records.

## Geschichte
Die Stücke des Albums waren zwischen März 1955 und Mai 1958 in Memphis für Sun Records als Singles aufgenommen und veröffentlicht worden. In den Liner Notes des von Neil Lewis gestalteten Album-Covers geben die Produzenten an, auf vielfache Fan-Anfragen hin Songs zum Thema „Zug“ zu einem Album zusammengestellt zu haben. Bis auf There You Go, Goodbye Little Darlin' Goodbye und So Doggone Lonesome thematisieren alle Lieder folglich Züge oder das Reisen an sich. Das Album erschien vier Jahre nach Cashs Wechsel von Sun Records zu Columbia Records.
2002 erfolgte eine offiziell lizenzierte Nachausgabe auf Get Back Records. 2003 wurde das Album als CD-Version mit sechs Bonustracks wiederveröffentlicht, darunter auch drei Alternativversionen für bereits auf dem Originalalbum enthaltene Songs.

## Titelliste
1. There You Go (Cash) – 2:19
2. So Doggone Lonesome (Cash) – 2:44
3. Wreck of the Old 97 (Norman Blake, Cash, Bob Johnson) – 1:48
4. Give My Love to Rose (Cash) – 2:46
5. Folsom Prison Blues (Cash) – 2:51
6. Blue Train (Billy Smith) – 2:03
7. Hey Porter (Cash) – 2:15
8. Come in Stranger (Cash) – 1:43
9. Goodbye Little Darlin' Goodbye (Gene Autry, Johnny Marvin) – 2:15
10. Rock Island Line (Leadbelly) – 2:13
11. Train of Love (Cash) – 2:24
12. (I Heard That) Lonesome Whistle (Jimmie Davis, Hank Williams) – 2:26

### Bonustracks der CD-Ausgabe
1. Train of Love (Cash) – 2:38
2. Give My Love to Rose (Cash) – 2:54
3. Hey Porter (Cash) – 2:13
4. Leave That Junk Alone (Cash) – 1:31
5. You’re My Baby (Little Woolly Booger) (Cash) – 1:31
6. Brakeman’s Blues (Jimmie Rodgers) – 1:18

## Kritiken
In einem zeitgenössischen Review des Billboard Magazine wurde das Album als Sammlung der besten Stücke von Johnny Cash bezeichnet, und obwohl die Titel drei Jahre und älter seien, würden die Fans des Künstlers das Album lieben. Ähnlich sieht es Michael B. Smith von Allmusic, der bemerkt, dass sich Cash mit dem Album als das präsentiere, was seine Stärke sei, als großartiger Geschichtenerzähler und Sänger. Smith bescheinigt dem Künstler ein Gespür für „traditionellen Country-Folk“, die Auswahl der Songs sei hervorragend und die Produktion makellos.